# Benjamin Lesieur
Benjamin Lesieur (* 1990) ist ein französischer Laiendarsteller.

## Leben
Lesieur ist Autist, interessierte sich jedoch früh für das Theater. Er spielte Theater mit der Künstlergruppe Turbulences, die mit Personen arbeitet, die Kommunikationsprobleme haben. Regisseur Olivier Nakache entdeckte Lesieur bei einem Theaterworkshop von Turbulences. „Ausgestattet mit einer sehr liebenswerten Persönlichkeit sprach er [Lesieur] entweder nicht oder kommunizierte nicht linear, so zitierte er Namen französischer Sänger oder stellte dieselbe Frage mehrmals hintereinander.“
Olivier Nakache und Éric Toledano organisierten ein Jahr lang Theaterworkshops, an denen Lesieur teilnahm, und gewannen so sein Vertrauen. Sie besetzten ihn schließlich in der Hauptrolle des Autisten Joseph im Film Alles außer gewöhnlich, der 2019 in die französischen Kinos kam. Die Dreharbeiten mit Lesieur begannen im September 2018 und dauerten 25 Tage, wobei Lesieur kein Drehbuch las und seinen Text lernte, sondern seinen Text vor den Szenen vorgesagt bekam und ihn sich einprägte. Lesieur spielte in Alles außer gewöhnlich an der Seite von Vincent Cassel und Reda Kateb. Für seine Darstellung wurde Lesieur 2020 für einen César als Bester Nachwuchsdarsteller nominiert. Für die César-Verleihung 2020 und Le Printemps du Cinéma 2020 spielte Lesieur nach Alles außer gewöhnlich zudem in zwei Kurzfilmen mit.

## Filmografie
- 2019: Alles außer gewöhnlich (Hors normes)

## Auszeichnungen
- 2020: César-Nominierung, Bester Nachwuchsdarsteller, für Alles außer gewöhnlich